# Коммунистическая революция
Коммунистическая, или социалистическая, революция — социальная революция, осуществляющая переход от капиталистической общественно-экономической формации к коммунистической.
Согласно классической марксистской теории, коммунистическая революция — пролетарская революция в передовых капиталистических государствах, в ходе которой происходит взятие политической власти рабочим классом, экспроприация класса капиталистов, отмена деления общества на классы, ликвидация эксплуатации человека человеком на основе общественной собственности на средства производства. До возникновения в 1925 году теории о возможности построения социализма в отдельно взятой стране, представлялась и рассматривалась большевиками как мировая революция планетарного масштаба.

## Коммунистические революции в истории
В Западной Европе и Северной Америке коммунистических революций не произошло, профсоюзы и лейбористские и рабочие партии добились прогресса путём социальных реформ. В 1921 году Эдуард Бернштейн написал книгу «Немецкая революция 1918—19: её происхождение, ход и последствия», в которой объяснил, почему Ноябрьская революция в Германии пошла по умеренному пути, назвал две главные причины этого. Первой стала степень общественного развития Германии. Чем менее развиты общества, тем легче они переносят меры, направленные на радикальные изменения:

Однако чем разнообразнее внутреннее устройство общества, чем изощрённее разделение труда и сотрудничество всех его членов, тем выше опасность, что при попытке радикального переустройства его формы и содержания за короткое время, да ещё и с применением насилия, жизнеспособности этого общества будут нанесены тяжелейшие повреждения. Независимо от того, отдавали ли себе в этом отчет ведущие деятели социал-демократии теоретически, но они осознали это исходя из реального опыта, а затем соответствующим образом направляли свою практику революции.
Второй причиной умеренного характера революции Бернштейн назвал достигнутый Германией уровень демократии.
Волна коммунистических революций поднялась в слабо развитых в промышленном отношении и по преимуществу аграрных странах. В Китае Мао Цзэдун, вождь китайской коммунистической революции, в центр своей концепции революции поставил крестьянство. В Китае, во Вьетнаме, на Кубе крестьянство стало движущей силой революций.
Для обоснования коммунистической революции в отсталой России использовалась теория перманентной революции. Ортодоксальные марксисты возражали. Г. В. Плеханов в связи с большевистской идеей национализации земли говорил, что её реализация приведет к установлению в России экономического порядка, лежавшего в основе всех великих восточных деспотий. В июне 1917 года Плеханов предупреждал:

Русская история ещё не смолола той муки, из которой со временем испечён будет пшеничный пирог социализма, и… пока она такой муки не смолола, участие буржуазии в государственном управлении необходимо в интересах самих трудящихся.
Каутский выступил против большевиков за отступление, по его мнению, от марксистской теории и предрёк реставрацию капитализма. В статье «Революция против „Капитала“», напечатанной в декабре 1917 года, Антонио Грамши, исходя из тех же положений, написал, что «…большевики осуществили Большевистскую революцию против „Капитала“ Карла Маркса … если большевики отказались от некоторых положений „Капитала“, то они не отвергли его вдохновляющей имманентной идеи.», — и назвал это их главным достижением.
Д. Ю. Далин в изданной в 1922 книге «После войн и революций» утверждал, что Русская революция является буржуазной, а коммунистическое руководство охарактеризовал как «маскарад истории». Предрёк большевизму вырождение в бонапартистскую диктатуру, служащую интересам буржуазии. Считал, что ликвидация большевизма произойдёт не в результате народного восстания, а вследствие разложения правящей партии и переворота в её руководстве.
Уже в 1920-е годы стал подниматься вопрос о том, что в СССР возник новый господствующий класс. Милован Джилас в книге «Новый класс» обосновал, что в результате социалистической революции аппарат коммунистической партии превращается в новый правящий класс, который монополизирует власть в государстве. Проведя национализацию, класс партийной бюрократии присваивает себе государственную собственность и становится классом эксплуататоров, поддерживает свою диктатуру методами террора и тотального идеологического контроля. Положительным итогом деятельности нового класса в экономически слабо развитых странах является проводимая им индустриализация и связанное с ней по необходимости распространение культуры; однако его хозяйничание в экономике отличается расточительностью, а культура носит характер политической пропаганды. В дальнейшем идеи Джиласа стремился развить Михаил Восленский в книге «Номенклатура», где, ссылаясь на концепцию азиатского способа производства (АСП) и Джиласа. Именно книга Восленского и закрепила понятие «номенклатура».
Вопрос о природе строя, возникшего в результате коммунистических революций, является дискуссионным. Одна точка зрения, что это действительно был искажённый (в частности теория «мутантного социализма» Александра Бузгалина) либо неискажённый (официальная советская идеология) социализм — первая фаза коммунизма, либо искажённая форма переходного общества («деформированное рабочее государство», «протосоциализм» Р. Баро). Другая точка зрения, что строй являлся государственным капитализмом либо этатизмом, парным капитализму в рамках одного и того же индустриального способа производства; Бруно Рицци для описания советского строя выдвинул термин «бюрократический коллективизм». Сторонник регулируемого капитализма Восленский вообще уравнял нацистский и советский режимы, назвав их «государственно-монополистическим феодализмом» — реакцией феодальных структур на капитализм и антифеодальные революции. Юрий Семёнов, отчасти опираясь на Восленского, назвал АСП «политаризмом», а СССР — «индустриальным политаризмом».
О сходстве АСП и «реального социализма» писали К. Касториадис и М. А. Чешков как об «обществе классового типа, но без устойчивых классов» («этакратия»). Б. Ю. Кагарлицкий пишет о «как бы заменителях классов»: «Основные социальные группы способны функционировать только в той мере, в которой они привязаны к государству. <…> Оно является не только системой власти, политического управления, но и основой организации общества как такового. Конечно, любое государство имеет социально-организующую функцию. Но здесь эти функции выходят на передний план». По мнению Кагарлицкого, эти идеи совместимы с переходным характером советского общества.

## Футурология
Иштван Месарош считал, что социальная революция, стоящая на повестке дня, будет антикапиталистической, а не социалистической, то есть задаст направление движения в сторону преодоления диктатуры капитала в обществе. В связи с этим постреволюционные (посткапиталистические) общества рассматривались им как составные части органической системы капитала, не до конца преодолевшие капитал как общественное отношение, пока антикапиталистическое движение не охватит весь мир — мировую социалистическую революцию Месарош рассматривал не как одноразовый радикальный акт, но как процесс.
Российский политолог Александр Тарасов считает, что Маркс ошибочно определил в качестве движущей силы социалистических революций рабочий класс, так как в его время предпосылки для социализма не сформировались, а революции, названные социалистическими, произошли вопреки марксистским принципам, когда даже в ближайшей перспективе не было видно признаков нового способа производства. Предпосылки социализма, в котором знание должно стать непосредственной производительной силой, начали складываться с эпохи НТР, а в эру персональных компьютеров и мировых компьютерных сетей созданы материальные носители, на основе которых может осуществляться способ производства, основанный на знании. Новая интеллигенция — класс, прямо связанный с новым — социалистическим — способом производства, основанным на знании, должен стать гегемоном мировой социалистической революции.